# Sassandra
Sassandra  est une ville de Côte d'Ivoire, au bord du Golfe de Guinée à l'embouchure du fleuve Sassandra. Chef-lieu de préfecture, elle est administrativement située dans la région du Gbôklè.
Le département de Sassandra a une population estimée à 108 000 habitants et englobe aussi la sous-préfecture de Dapkadou. Ancien comptoir colonial, la ville conserve encore quelques bâtiments datant de l'époque française.

## Toponymie
Le premier nom du village d'origine serait Gbogré-Djigbi.
Le pays kru a été visité en 1471 par les Portugais. Ce sont eux qui avaient donné aux fleuves de la région les noms de Rio San Andrea (Sassandra) et de Rio San Pedro (San Pedro). Ces appellations portugaises résultent de leur tradition de baptiser les lieux d'après les saints du calendrier chrétien. Ainsi, le fleuve Sassandra aurait été nommé Rio San Andrea, en l'honneur de Saint André. La toponymie locale a ensuite évoluée au fil de la présence coloniale, notamment française, jusqu'à devenir Sassandra, adaptation phonétique du nom portugais.

## Géographie

### Situation
La ville, située à 9°32 de latitude nord et 6°29 de longitude ouest, fait partie de la région du Gbôkle. Administrativement parlant, Sassandra est le Chef-lieu du département de Sassandra, dans la région du Gbôkle, qui fait elle même partie du district du Bas Sassandra. La ville est traversée par le fleuve Sassandra, qui se jette dans l'Océan à proximité du centre urbain.

### Climat et environnement
Le climat de Sassandra, situé dans le Sud-ouest, est de type subéquatorial, caractérisé par des précipitations abondantes et une température relativement stable tout au long de l'année.

Les températures moyennes varient entre 25 et 30ºC, avec une faible amplitude saisonnière. La pluviométrie annuelle est estimée entre 1100 et 1700 mm, concentrée principalement entre Mai et Juillet, période correspondant a la grande saison des pluies. A Sassandra, le mois d'Avril enregistre en moyenne des températures maximales de 30;9ºC et minimales de 23,4ºC, avec environ 97 mm de pluie, tandis que le mois de Juin affiche un pic de précipitations atteignant 529 mm et un ensoleillement réduit a environ 3,7 heures par jour. 
En 2021, le département de Sassandra compte plusieurs sous-préfectures avec leurs populations respectives selon le recensement général de la population et de l'habitat (RGPH) :
- Dakpadou (71 998 habitants) ;

- Grihiri (41 965 habitants) ;

- Lobakuya (42 746 habitants) ;

- Médon (17 437 habitants) ;

- Sago (91 140 habitants) ;

- Sassandra (87 945 habitants)[7].

### Végétation
Le climat de la Côte d'Ivoire comporte deux zones climatiques distinctes. Le sud est très humide et connaît quatre saisons (d'avril à la mi-juillet : une grande saison des pluies ; de la mi-juillet à septembre : une petite saison sèche ; de septembre à novembre : une petite saison des pluies ; de décembre à mars : une grande saison sèche). Les températures varient de 21 à 35°,. Le climat est de type Aw dans la Classification de Köppen.

Climat de Sassandra.

| Mois      | Température (°C) | Précipitations (mm) |
| --------- | ---------------- | ------------------- |
| Janvier   | 26.3             | 23                  |
| Février   | 26.8             | 59                  |
| Mars      | 27.0             | 132                 |
| Avril     | 27.0             | 169                 |
| Mai       | 26.5             | 285                 |
| Juin      | 25.5             | 489                 |
| Juillet   | 24.8             | 133                 |
| Août      | 23.9             | 48                  |
| Septembre | 24.8             | 114                 |
| Octobre   | 25.8             | 253                 |
| Novembre  | 26.3             | 172                 |
| Décembre  | 26.4             | 77                  |

## Histoire
Les premiers Européens apparaissent dans le golfe de Guinée à la fin du XVe siècle : à l'initiative du prince Henri le Navigateur, ce sont des navigateurs portugais, dont les intentions à l'époque étaient tout à fait pacifiques. Ainsi, en 1471, Joao de Santarem et Pedro de Escobar doublent le cap des palmes et atteignent une rivière à laquelle ils donnent le nom de San Andréa (qui sera déformé ensuite en Sassandra) ainsi qu'au village situé à son embouchure. Ils seront rejoints à la fin du XVIe siècle par les hollandais, les danois puis au XVIIe siècle par les Français et les Anglais qui entretiendront des relations, religieuses, parfois politiques, mais surtout commerciales avec le littoral ivoirien.
La première reconnaissance de la côte par la France se fit en 1891 quand le lieutenant Quiquerez et le sous-lieutenant de Segonzac, partis de la région de Grand Lahou, explorèrent le littoral jusqu'au fleuve Cavally. Quiquerez mourut au nord de l'actuelle ville de San-Pédro. Le décret du 12 décembre 1891 donna à la région englobant les établissements côtiers contrôlés par la France le nom de Côte d'Ivoire. En 1893, Louis Gustave Binger en fut le premier gouverneur. C'est lui qui en fixa les limites occidentales sur le Cavally et qui fonda les postes de Sassandra, San-Pédro, Béréby et Tabou.
Dans les années 1960, le port de la ville fut concurrencé par le nouveau port de San-Pédro.

## Administration
La loi de 1978 a institué les communes de plein exercice en Côte d'Ivoire.
| Date d'élection | Identité                   | Parti    | Qualité         | Statut |
| --------------- | -------------------------- | -------- | --------------- | ------ |
| 1980            | Bénoit Toussagnon          | PDCI-RDA | Homme politique | élu    |
| 1985            | Daubrey Auguste            | PDCI-RDA | Homme politique | élu    |
| 1990            | Vincent Tioko Djédjé       | PDCI-RDA | Homme politique | élu    |
| 1995            | Vincent Tioko Djédjé       | PDCI-RDA | Homme politique | élu    |
| 2001            | Vincent Libi Koita         | FPI      | Homme politique | élu    |
| 2013            | Claude Roger Dellet Abenou | RDR      | Homme politique | élu    |
| 2018            | Sangaret Zié Léonard       | RHDP     | Homme Politique | élu    |
| 2023            | KACOU MEA D'ASSIE          | RHDP     | Homme Politique | élu    |

## Représentation politique
L'Assemblée nationale de Côte d'Ivoire compte 255 députés élus pour un mandat de 5 ans.
| Mandat    | Identité             | Parti | Qualité         | Statut |
| --------- | -------------------- | ----- | --------------- | ------ |
| 2016-2021 | Fregbo Basile Mesmin | RHDP  | Homme politique | élu    |

## Société

### Démographie
La population autochtone est essentiellement Néyo, Kodia , Bakwé et Godié. La ville compte 40 378 habitants, selon le dernier recensement organisé dans le pays.
| 1975  | 1988   | 2010   | 2021   |
| ----- | ------ | ------ | ------ |
| 8 401 | 13 195 | 45 512 | 87 945 |

### Éducation
La ville de Sassandra dispose de six groupes scolaires primaires publics, de deux (2) établissements publics secondaires que sont le Lycée moderne de Sassandra et le Lycée Goffri Kouassi Raymond.

### Langues
Historiquement, la langue de Sassandra est le  néyo ou néouolé ;
Depuis l'indépendance, la langue officielle dans toute la Côte d'Ivoire est le français. La langue vernaculaire de la région est le Krou. Le français, effectivement, parlé dans la région, comme à Abidjan, est communément appelé le français populaire ivoirien ou français de dago qui se distingue du français standard par la prononciation et qui le rend quasi inintelligible pour un francophone non ivoirien. Une autre forme de français parlé est le nouchi, un argot parlé surtout par les jeunes et qui est aussi la langue dans laquelle sont écrits 2 magazines satiriques, Gbich! et Y a fohi. Le département de Sassandra accueillant de nombreux ivoiriens issus de toutes les régions du pays, toutes les langues vernaculaires du pays, environ une soixantaine, y sont pratiquées. On y pratique également beaucoup l'anglais en raison de la présence de nombreux ressortissants du Libéria et de Sierra Leone qui avaient fui les guerres civiles ayant ravagé leur pays. On y pratique aussi le fanti en raison de la présence de nombreux pêcheurs venus du Ghana.

## Économie
La pêche, notamment celle de la langouste, y est une activité importante. Elle est, en particulier exercée, par une importante communauté ghanéenne, notamment Fanti. En plus, la ville étant située dans une région forestière, il y est développé une importante activité agricole notamment le cacao, le café et aussi l'hévéa qui connaît un essor spectaculaire dans cette région depuis la fin de la crise post-électorale de 2010

## Sports
Les compétitions sportives se déroulent exclusivement au chef-lieu du département, les autres localités ne disposant d'aucune infrastructure dédiée : la ville de Sassandra dispose d'un club de football, LYS Football Club de Sassandra, qui évolue en première Division. Comme dans la plupart des villes du pays, il est organisé, de façon informelle, des tournois de football à 7 joueurs qui, très populaires en Côte d'Ivoire, sont dénommés Maracanas. Le handball est également pratiqué, particulièrement par les filles, élèves du lycée de la ville.

## La région

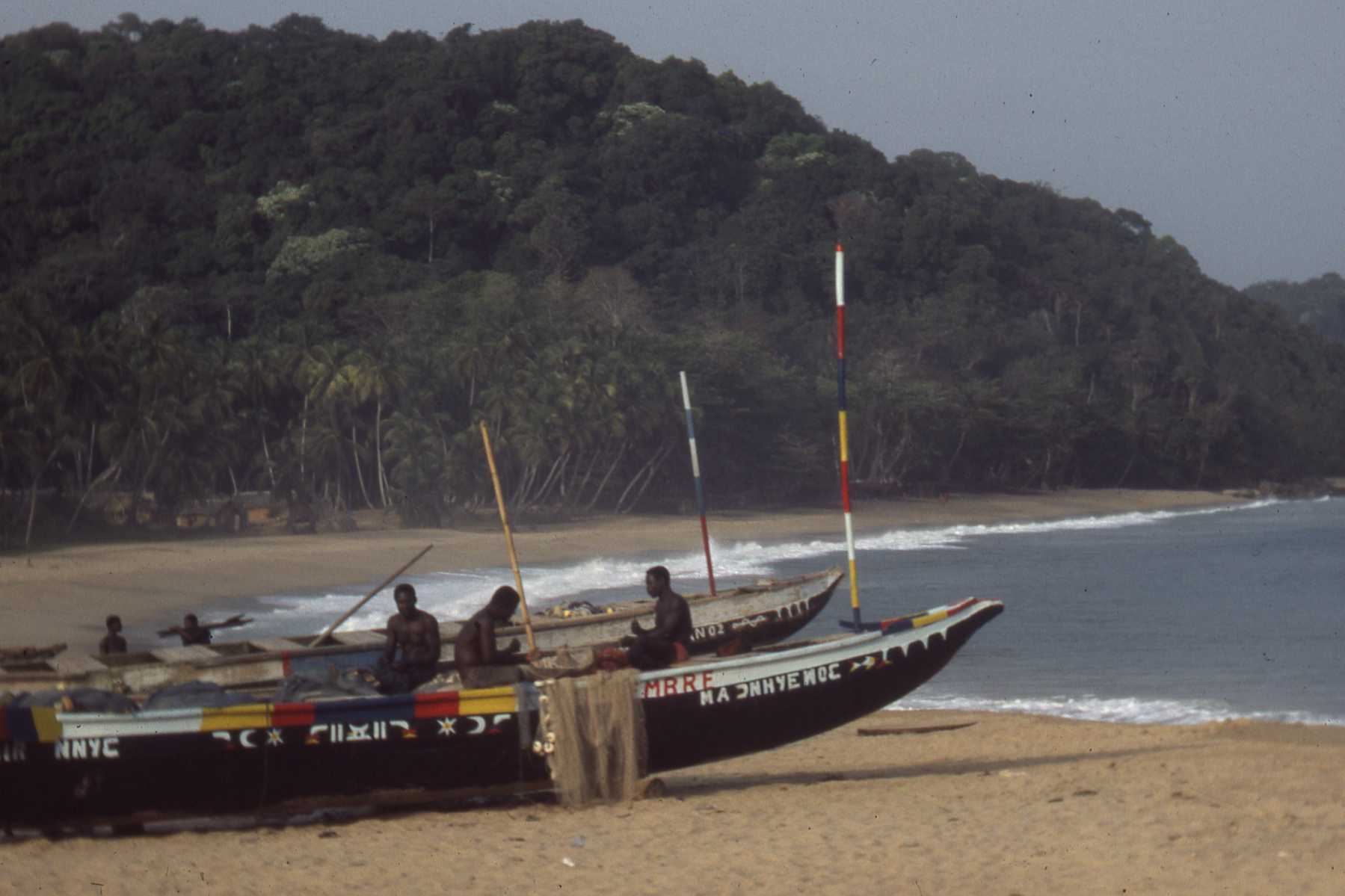
Pêcheurs Fanti à Monogaga, près de Sassandra.

La région côtière est couverte de mangroves. Le Parc national du Gaoulou se situe à proximité. À Louga, village situé au confluent de 2 bras du fleuve Sassandra, à 20 km au nord de Sassandra, des buffles vivent dans une zone de savane. La côte comporte de multiples plages : Batélébré, Niézéko, Lateko, Labléga, Kadrokpa et surtout Poliplage et Monogaga qui se situent à 60 km environ sur la route de San-Pédro. Bordée de cocotiers, Poliplage déroule son étendue sablonneuse entre les récifs formant parfois de modestes caps où vient se briser la barre de l'océan. Cette alternance de sable et de rochers caractérise la portion de côte qui s'étend de Fresco à la frontière du Libéria.

## Personnalités liées à la région
- Éli Kroupi, footballeur
- Jean-Pierre Ayé, journaliste et homme politique[réf. nécessaire]
- Christophe Ottey Nado, architecte et homme politique, ancien ministre[réf. nécessaire]
- Auguste Laubet Daubrey, maire
- KONE NABI MOHAMAD DEMERSLING, Conseiller d'Action Culturelle

Légré Gnapi Léonard, enseignant et député[réf. nécessaire]

## Galerie d'images

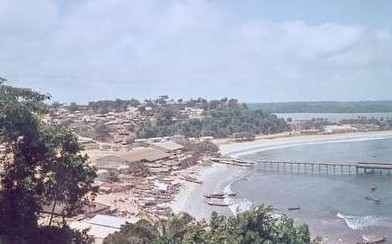
Le wharf de Sassandra.